# Orlando Pérez Sánchez
Luis Orlando Pérez Sánchez (Quito, 1963) es un periodista y escritor ecuatoriano.

## Biografía
Licenciado en periodismo por la Universidad de La Habana (Cuba) (1989 - 1994) ha realizado también estudios de literatura y es diplomado en Gerencia de Medios.
Trabajando en diferentes medios de Ecuador y México en este periodo cubrió diferente eventos políticos y sociales, entre ellos las negociaciones de paz entre las FARC y el Gobierno colombiano (1999).  En los primeros años de la década del 2000 fue articulista en el diario Hoy.
En 2002 publicó el libro La celebración de la libertad una colección de entrevistas a nueve escritores iberoamericanos (Eliseo Diego, Dulce María Loynaz, Daniel Chavarría, Paco Ignacio Taibo II, Antonio Gala, Manuel Vázquez Montalbán, Juan José Millás, José Saramago y Javier Vásconez) realizadas a principios y mediados de la década de los años 90.
Durante dos años (2006-2007) fue coordinador nacional de la Coalición Acceso, una confluencia de varias organizaciones de la sociedad civil que trabajaron por la elaboración y aprobación de la Ley Orgánica de Transparencia y Acceso a la Información Pública de Ecuador y dirigió el programa radial El Blog de la Radio. También fue articulista del diario Hoy.
En noviembre de 2007 fue nombrado secretario de Comunicación de la Asamblea Constituyente de Ecuador, y en 2009 fue asesor de Fernando Cordero, mientras este último era presidente de la Asamblea Nacional de Ecuador. Fue subsecretario de los Pueblos en el 2010.
En marzo de 2011 asumió la subdirección y en enero de 2012 la dirección editorial del diario El Telégrafo un medio de propiedad estatal situado entre los medios escritos de mayor circulación en Ecuador.
En el año 2013 publica la novela La ceniza del adiós, una historia marcada por la soledad que transcurre en la Quito de los 70 y 80.
También en 2013 publica Wikileaks en la mitad del mundo, sobre los cables de la Embajada de EE. UU. en Ecuador fechados desde 2005 a 2009 entregados por Wikileaks a El Telégrafo y publicados durante el mes de mayo de 2012.
En 2014 presentó junto a Nelson Silva el libro Caso Chevron: la verdad no contamina.
Ha sido consultor político en varios países y ha dictado charlas de periodismo en centros de educación internacionales y catedrático de las universidades Central del Ecuador y Udla de Quito.

## Controversias
Durante su juventud, Orlando Pérez fue parte de los grupos subversivos Montoneros Patria Libre y Alfaro Vive ¡Carajo!
En 1986 fue detenido y condenado por el plagio al penalista Enrique Echeverría Gavilanes. Pérez aseguró haber sido torturado durante su detención.

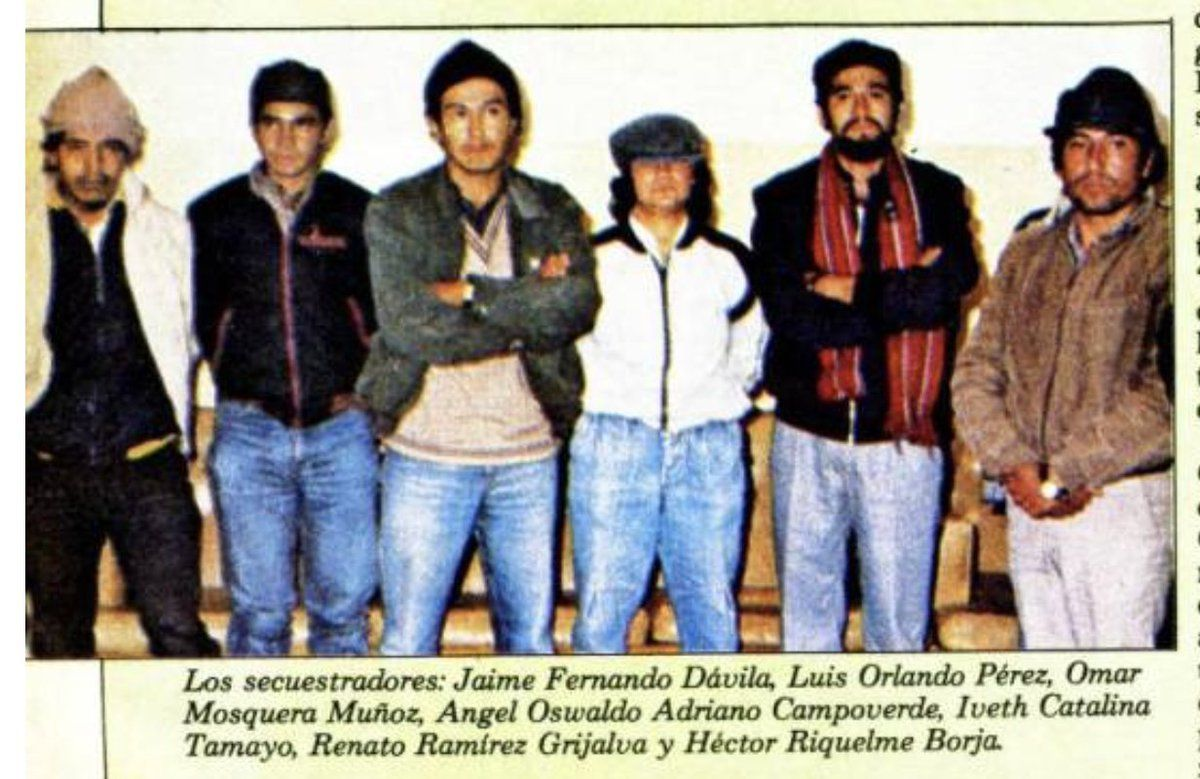
Luis Orlando Pérez detenido por plagio

En diciembre de 2016 fue acusado de agresión física y psicológica a la periodista Gloria Ordóñez quien aseveró en la denuncia que Pérez la había agredido luego de que ella se negara a abandonar su domicilio. Pérez ofreció una rueda de prensa para aclarar lo sucedido.
El 27 de diciembre fue inculpado sin pruebas y se le impuso una sanción de 18 días de privación de su libertad por una infracción menor para explicar lo sucedido y denunciar que fue víctima de una emboscada. Pérez apeló a la Corte Constitucional sin obtener respuesta, declaró que fue víctima de una emboscada política -que ya había iniciado cuando ocupó el cargo de Secretario de Comunicación de la Asamblea Constituyente en 2007 y 2008- y que continuó al ser una de las figuras más visibles del movimiento Revolución Ciudadana y Director Editorial del Diario El Telégrafo desde 2011 hasta 2017. 
Pérez sacó a la luz videos en los que probaba que jamás agredió a la periodista y que todo fue un montaje armado con la ayuda de un colega de la joven, el que fue expulsado del canal en el que laboraba por haber fraguado la agresión y generar el linchamiento mediático contra Pérez.
Orlando Pérez dejó plasmado los hechos en su libro ‘Dieciocho Días’ donde cuenta su versión de lo sucedido y afirma incluir el parte y la pericia médica que probarían su inocencia. 

## Libros
- Autor del libro de investigación periodística Chevrón: la verdad no contamina 2015.
- Autor del libro de investigación periodística: WikyLeaks en la mitad del mundo 2014.
- Autor de la novela La ceniza del adiós, publicada en 2013.
- Autor de La celebración de la libertad, del sello de Libresa, un libro de entrevistas a escritores de Iberoamérica, 2001.
- Autor del libro Cuba: los años duros, Plaza&Janés, México, 1997.
- TVoLeer, un ensayo sobre la lectura en los niños. Instituto Cubano de Arte e Industria Cinematográfica de Cuba, 1995.
- Coautor del libro La rebelión de Abril, de Publicaciones de HOY, junio de 2005.
- Coautor del libro Legado y permanencia del Ché, Casa de la Cultura Ecuatoriana, 1998.
- Coautor del libro Ecuador frente al vértigo fatal, ediciones del diario El Comercio, 1997.
- Autor del libro Dieciocho Días, 2022
- Autor del libro La Flama en el Alma, 2022
- Autor del libro ¡No Gozarás!, 2023
- Coautor del libro FracaLasso, 2023

## Premios
- 1993. Premio Nacional de Investigación de la Unión Nacional de Artistas y Escritores de Cuba.
- 2004. Mención especial en la Bienal de Cuento Pablo Palacio con su relato "Estado del alma".
- 2008. Premio Nacional de Periodismo Eugenio Espejo.
- 2013. Premio al "mejor periodista de prensa escrita" entregado por la Confederación Nacional de Periodistas del Ecuador.
- 2015. Premio Eloy Alfaro-Símbolo de Libertad por su investigación en caso Chevron.
- 2023. Premio Eloy Alfaro-Símbolo de Libertad por su investigación por labor periodística.